# John Hawkes (Schauspieler)

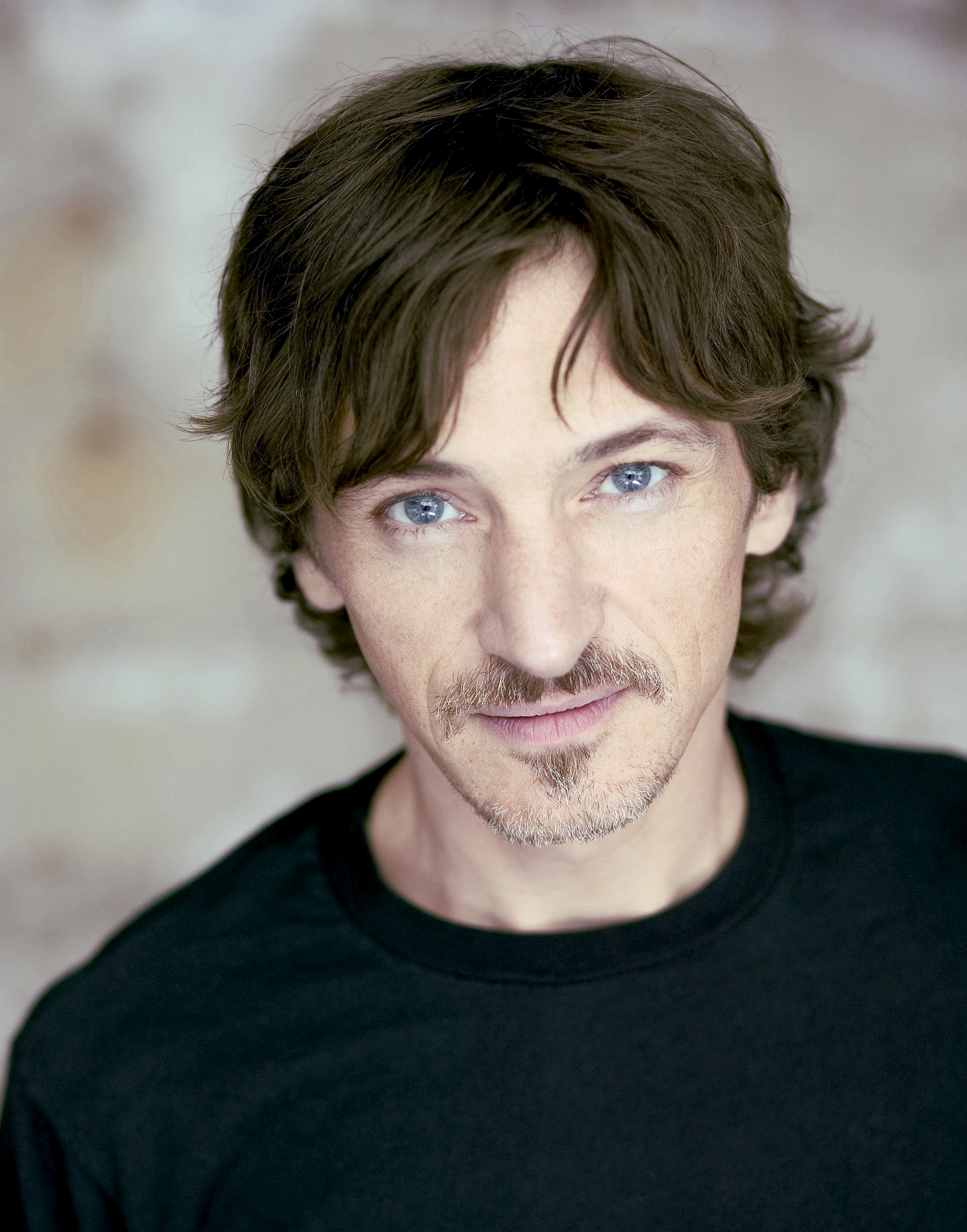
John Hawkes (2009)

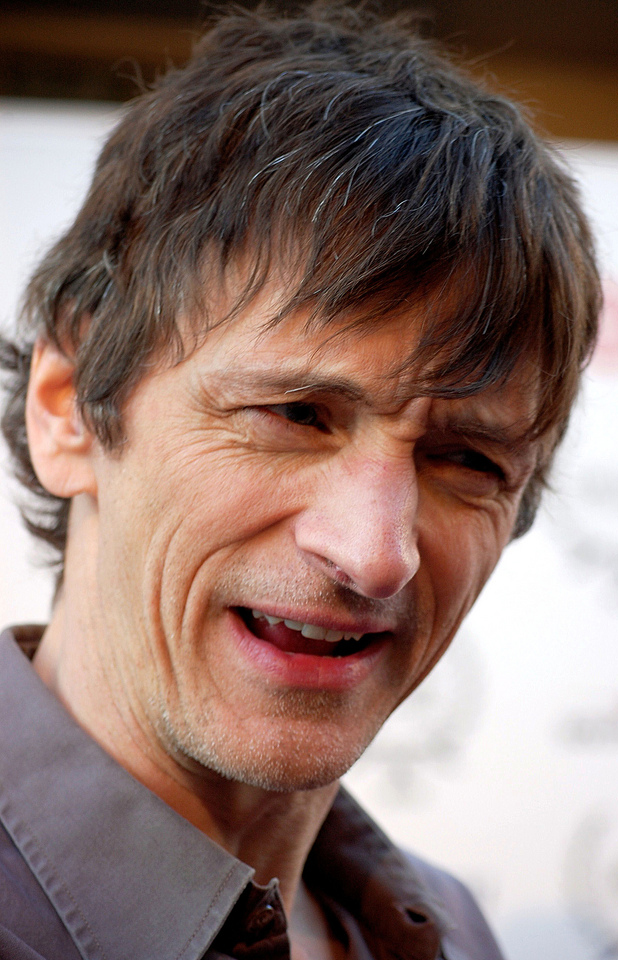
John Hawkes (2010)

John Hawkes; eigentlich John Morvin Perkins (* 11. September 1959 in Alexandria, Minnesota) ist ein US-amerikanischer Filmschauspieler.
Hawkes ist ein typischer Charakterdarsteller, der fast ausschließlich in Nebenrollen zu sehen ist. Dem breiten Publikum wurde er bekannt durch Filme wie From Dusk Till Dawn, Der Sturm und Identität. Für die Rolle des Kriminellen Teardrop in Debra Graniks Drama Winter’s Bone wurde er 2011 für den Oscar nominiert.
In der vierten Staffel der Fernsehserie True Detective Night Country (2024) spielte er eine Hauptrolle und sang in der Folge 5 zur Westerngitarre das von ihm geschriebene Lied No Use.

## Filmografie (Auswahl)
- 1988: D.O.A. – Bei Ankunft Mord (D.O.A.)
- 1988: Johnny be Good
- 1989: Rosalie Goes Shopping
- 1994: Bad Boys Never Die (Roadracers)
- 1995: Congo
- 1996: From Dusk Till Dawn
- 1997: Playing God
- 1997: Steel Man (Steel)
- 1997: Zwei Singles in L.A. (Til There Was You)
- 1998: Verliebt in Sally (Home Fries)
- 1998: Ich weiß noch immer, was du letzten Sommer getan hast (I Still Know What You Did Last Summer)
- 1998: Rush Hour
- 1999: Akte X – Die unheimlichen Fälle des FBI (The X-Files, Fernsehserie, Folge 6x18)
- 1999: Der Diamanten-Cop (Blue Streak)
- 2000: Der Sturm (The Perfect Storm)
- 2001: 24 (Fernsehserie, 2 Folgen)
- 2001: Hardball
- 2003: Identität (Identity)
- 2004–2006: Deadwood (Fernsehserie, 36 Folgen)
- 2005: Ich und Du und Alle, die wir kennen (Me and You and Everyone We Know)
- 2005: Dirty Movie
- 2006: Miami Vice
- 2007: American Gangster
- 2008: Buffalo Soldiers ’44 – Das Wunder von St. Anna (Miracle at St. Anna)
- 2008: Monk (Fernsehserie, Folge Mr. Monk und die dreifache Julie)
- 2009: Psych (Fernsehserie, Folge 4x9)
- 2009–2013: Eastbound & Down (Fernsehserie, 16 Folgen)
- 2010: Lost (Fernsehserie, 3 Folgen)
- 2010: Winter’s Bone
- 2011: Martha Marcy May Marlene
- 2011: Contagion
- 2012: Lincoln
- 2012: The Sessions – Wenn Worte berühren (The Sessions)
- 2013: Unforgiven – Das Todesurteil der Toni Jo Henry (The Pardon)
- 2013: Life of Crime
- 2014: Low Down
- 2015: The Driftless Area – Nichts ist wie es scheint (The Driftless Area)
- 2015: Everest
- 2015: Too Late
- 2017: Three Billboards Outside Ebbing, Missouri
- 2017: Small Town Crime
- 2019: Dem Leben auf der Spur (End of Sentence)
- 2019: Deadwood: The Movie (Fernsehfilm)
- 2019: The Peanut Butter Falcon
- 2024: True Detective (Staffel 4: Night Country)

## Auszeichnungen
Independent Spirit Awards 2013
- Bester Hauptdarsteller in The Sessions – Wenn Worte berühren